# Budweiser 500 1998
Budweiser 500 1998 var ett race som den andra deltävlingen i CART World Series 1998. Tävlingen kördes den 28 mars på den nybyggda Twin Ring Motegi i Japan, vilket var den första CART-tävlingen i Asien någonsin, samt den första ovaltävlingen med formelbilar som kördes utanför den amerikanska kontinenten. Adrián Fernández tog sin första seger i CART, i sin andra tävling för Patrick Racing.

## Slutresultat
| Plats | Förare               | Team                     | Grid | Kvaltid |
| ----- | -------------------- | ------------------------ | ---- | ------- |
| 1     | Adrián Fernández     | Patrick Racing           | 2    | 25,615  |
| 2     | Al Unser Jr.         | Marlboro Team Penske     | 15   | 26,026  |
| 3     | Gil de Ferran        | Walker Racing            | 3    | 25,684  |
| 4     | Greg Moore           | Forsythe Racing          | 5    | 25,754  |
| 5     | Paul Tracy           | Team KOOL Green          | 16   | 26,055  |
| 6     | Tony Kanaan          | Tasman Motorsports       | 10   | 25,929  |
| 7     | Jimmy Vasser         | Chip Ganassi Racing      | 1    | 25,584  |
| 8     | Dario Franchitti     | Team KOOL Green          | 6    | 25,820  |
| 9     | André Ribeiro        | Marlboro Team Penske     | 8    | 25,875  |
| 10    | Mark Blundell        | PacWest Racing           | 7    | 25,825  |
| 11    | Hélio Castroneves    | Bettenhausen Motorsports | 26   | 26,748  |
| 12    | Gualter Salles       | Payton/Coyne Racing      | 13   | 25,991  |
| 13    | Max Papis            | Arciero-Wells Racing     | 23   | 26,541  |
| 14    | Michael Andretti     | Newman/Haas Racing       | 14   | 26,015  |
| 15    | Arnd Meier           | Davis Racing             | 27   | 26,800  |
| 16    | Hiro Matsushita      | Arciero-Wells Racing     | 30   | 27,243  |
| 17    | Bobby Rahal          | Team Rahal               | 17   | 26,067  |
| 18    | Hideshi Matsuda      | Della Penna Motorsports  | 25   | 26,662  |
| 19    | Patrick Carpentier   | Forsythe Racing          | 20   | 26,161  |
| 20    | Maurício Gugelmin    | PacWest Racing           | 11   | 25,950  |
| 21    | Scott Pruett         | Patrick Racing           | 12   | 25,976  |
| 22    | Michel Jourdain Jr.  | Payton/Coyne Racing      | 24   | 26,605  |
| 23    | Alex Zanardi         | Chip Ganassi Racing      | 4    | 25,720  |
| 24    | Alex Barron          | All American Racing      | 28   | 26,802  |
| 25    | Christian Fittipaldi | Newman/Haas Racing       | 19   | 26,156  |
| 26    | Roberto Moreno       | Project Indy             | 22   | 26,266  |
| 27    | Richie Hearn         | Della Penna Motorsports  | 21   | 26,164  |
| 28    | Bryan Herta          | Team Rahal               | 9    | 25,927  |
| 29    | JJ Lehto             | Hogan Racing             | 18   | 26,086  |
| 30    | P.J. Jones           | All American Racing      | 29   | 27,026  |